# Лесковац (Кнић)
Лесковац је насеље у Србији у општини Кнић у Шумадијском округу. Према попису из 2022. има 175 становника (према попису из 2011. било је 255 становника).
Овде се налази Кућа Марка Станојевића у селу Лесковац.

## Демографија
У насељу Лесковац живи 246 пунолетних становника, а просечна старост становништва износи 47,6 година (44,6 код мушкараца и 51,2 код жена). У насељу има 107 домаћинстава, а просечан број чланова по домаћинству је 2,75.
Ово насеље је великим делом насељено Србима (према попису из 2002. године), а у последња три пописа, примећен је пад у броју становника.
|  |

| Демографија | Демографија | Демографија |
| Година      | Становника  | Становника  |
| ----------- | ----------- | ----------- |
| 1948.       | 637         |             |
| 1953.       | 622         |             |
| 1961.       | 561         |             |
| 1971.       | 502         |             |
| 1981.       | 420         |             |
| 1991.       | 342         | 338         |
| 2002.       | 294         | 294         |
| 2011.       | 255         |             |
| 2022.       | 175         |             |

| Етнички састав према попису из 2002.‍ | Етнички састав према попису из 2002.‍ | Етнички састав према попису из 2002.‍ | Етнички састав према попису из 2002.‍ | Етнички састав према попису из 2002.‍ |
| ------------------------------------ | ------------------------------------ | ------------------------------------ | ------------------------------------ | ------------------------------------ |
|                                      |                                      |                                      |                                      |                                      |
| Срби                                 | Срби                                 |                                      | 291                                  | 98,97%                               |
| Црногорци                            | Црногорци                            |                                      | 3                                    | 1,02%                                |
| непознато                            | непознато                            |                                      | 0                                    | 0,0%                                 |

| Година пописа     | 1948. | 1953. | 1961. | 1971. | 1981. | 1991. | 2002. |
| ----------------- | ----- | ----- | ----- | ----- | ----- | ----- | ----- |
| Број домаћинстава | 120   | 120   | 126   | 123   | 122   | 109   | 107   |

| Број чланова      | 1  | 2  | 3 | 4 | 5  | 6 | 7 | 8 | 9 | 10 и више | Просек |
| ----------------- | -- | -- | - | - | -- | - | - | - | - | --------- | ------ |
| Број домаћинстава | 30 | 38 | 9 | 7 | 12 | 6 | 4 | 0 | 1 | 0         | 2,75   |

| Пол    | Укупно | Неожењен/Неудата | Ожењен/Удата | Удовац/Удовица | Разведен/Разведена | Непознато |
| ------ | ------ | ---------------- | ------------ | -------------- | ------------------ | --------- |
| Мушки  | 130    | 32               | 81           | 14             | 3                  | 0         |
| Женски | 125    | 13               | 80           | 26             | 5                  | 1         |
| УКУПНО | 255    | 45               | 161          | 40             | 8                  | 1         |

| Пол    | Укупно                    | Пољопривреда, лов и шумарство | Рибарство                            | Вађење руде и камена | Прерађивачка индустрија       |
| ------ | ------------------------- | ----------------------------- | ------------------------------------ | -------------------- | ----------------------------- |
| Мушки  | 59                        | 17                            | 0                                    | 0                    | 16                            |
| Женски | 28                        | 20                            | 0                                    | 0                    | 4                             |
| УКУПНО | 87                        | 37                            | 0                                    | 0                    | 20                            |
| Пол    | Производња и снабдевање   | Грађевинарство                | Трговина                             | Хотели и ресторани   | Саобраћај, складиштење и везе |
| Мушки  | 1                         | 4                             | 8                                    | 0                    | 6                             |
| Женски | 0                         | 0                             | 2                                    | 0                    | 0                             |
| УКУПНО | 1                         | 4                             | 10                                   | 0                    | 6                             |
| Пол    | Финансијско посредовање   | Некретнине                    | Државна управа и одбрана             | Образовање           | Здравствени и социјални рад   |
| Мушки  | 0                         | 1                             | 6                                    | 0                    | 0                             |
| Женски | 0                         | 0                             | 0                                    | 1                    | 1                             |
| УКУПНО | 0                         | 1                             | 6                                    | 1                    | 1                             |
| Пол    | Остале услужне активности | Приватна домаћинства          | Екстериторијалне организације и тела | Непознато            | Непознато                     |
| Мушки  | 0                         | 0                             | 0                                    | 0                    | 0                             |
| Женски | 0                         | 0                             | 0                                    | 0                    | 0                             |
| УКУПНО | 0                         | 0                             | 0                                    | 0                    | 0                             |